# Noam Chomsky
Avram Noam Chomsky (Filadélfia, 7 de dezembro de 1928)  é um linguista, filósofo, sociólogo, cientista cognitivo, comentarista e ativista político norte-americano, também é uma das mais renomadas figuras no campo da filosofia analítica.
Chomsky é Professor Emérito em Linguística no Instituto de Tecnologia de Massachusetts, e teve seu nome associado à criação da gramática gerativa transformacional. É também o autor de trabalhos fundamentais sobre as propriedades matemáticas das linguagens formais, tendo seu nome associado à chamada Hierarquia de Chomsky. Seus trabalhos, combinando uma abordagem matemática dos fenômenos da linguagem com uma crítica ao behaviorismo, nos quais a linguagem é conceitualizada como uma propriedade inata do cérebro/mente humanos, contribuem decisivamente para a formação da psicologia cognitiva, no domínio das ciências humanas.
Além da sua investigação e ensino no âmbito da linguística, Chomsky é também conhecido pelas suas posições políticas de esquerda e pela sua crítica à política externa dos Estados Unidos. Chomsky descreve-se como um socialista libertário. Identifica-se com aquilo que é modernamente compreendido como "anarcossindicalismo", havendo também quem o associe ao anarcocomunismo ou ao comunismo de conselhos.

## Biografia
Chomsky nasceu na cidade de Filadélfia, no estado da Pensilvânia, nos Estados Unidos, filho de um estudioso do hebraico e professor, William Chomsky. Em 1945, começou a estudar filosofia e linguística na Universidade da Pensilvânia com Zellig Harris, professor com cuja visão política ele se identificou. Antes de receber seu doutoramento em Linguística pela Universidade da Pensilvânia em 1955, Chomsky realizou a maior parte de sua pesquisa nos quatro anos anteriores na Universidade Harvard como pesquisador assistente. Na sua tese de Ph.D., um trabalho de mais de mil páginas, desenvolveu a sua abordagem original às ideias linguísticas, tendo um resumo sido publicado no seu livro de 1957 Syntactic Structures (Estruturas Sintácticas), numa editora neerlandesa, por recomendação de Roman Jakobson. A recensão crítica desta obra por Robert B. Lees teve um papel fundamental na sua divulgação e reconhecimento como trabalho revolucionário.
Em 1958-59 esteve no Instituto de Estudos Avançados de Princeton.
Depois de receber o doutoramento, Chomsky leciona no MIT há mais de 40 anos consecutivos, sendo nomeado para a "Cátedra de Línguas Modernas e Linguística Ferrari P. Ward". Durante esse período, Chomsky tornou-se publicamente muito empenhado no ativismo político e, a partir de 1964, protestou ativamente contra o envolvimento americano na Guerra do Vietnã. Em 1969, publicou o livro American power and the new mandarins (O poder americano e os novos mandarins), um livro de ensaios sobre essa guerra. Desde então, Chomsky tornou-se mundialmente conhecido pelas suas ideias políticas, dando palestras por todo o mundo e publicando inúmeras obras. A sua ideologia política, classificada como socialismo libertário, rendeu inúmeros seguidores dentro do campo da esquerda mas também muitos detratores no outro extremo do espectro político. Durante este tempo, Chomsky continuou a pesquisar, a escrever e ensinar, contribuindo regularmente com novas propostas teóricas que virtualmente definiram os problemas e questões centrais da investigação linguística nos últimos 50 anos.

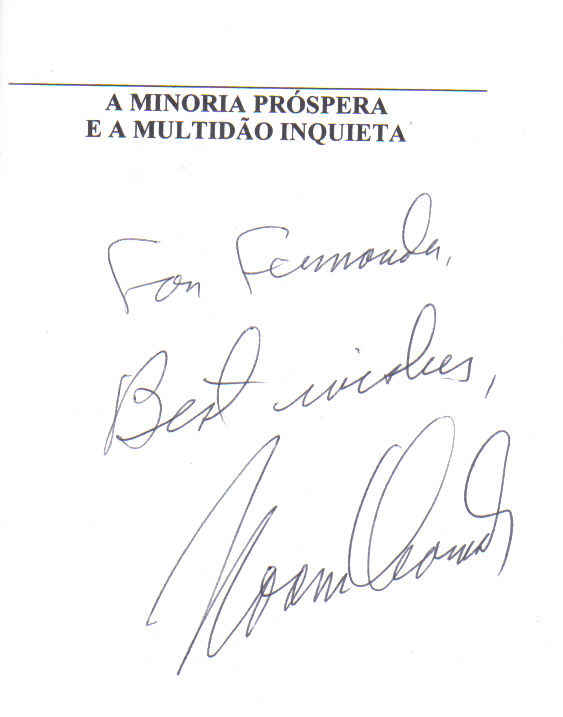
Dedicatória e autógrafo de Chomsky em edição brasileira de um de seus livros

Em 1979, Paul Robinson escreveu no New York Times Book Review que "Pelo poder, alcance, inovação e influência de suas ideias, Noam Chomsky é indiscutivelmente o mais importante intelectual vivo, hoje." Contudo, Robinson continua o artigo dizendo que os trabalhos de Chomsky sobre Política são "terrivelmente simplistas". Chomsky observa que "se não fosse por esta segunda afirmação, eu era capaz de pensar que estava fazendo algo errado… é verdade que o imperador está nu, mas o imperador não gosta que digam isto a ele, e os cachorrinhos-de-colo do imperador como o The New York Times não vão gostar da experiência se você o fizer".
Chomsky também tem recebido crédito de grupos culturais. O grupo musical Rage Against the Machine leva cópias de seus livros em suas turnês. A banda de grunge Pearl Jam tocou pedaços de falas de Chomsky mixadas com algumas de suas músicas. O grupo de rock n' roll R.E.M. convidou o linguista para palestrar antes de seus shows, o que Chomsky recusou. Discursos de Chomsky têm sido apresentados em lados B dos álbuns da banda Chumbawamba e outros grupos. O cantor e ativista político Bono Vox, do grupo irlandês U2, disse que "Se o trabalho de um rebelde é derrubar o velho e preparar o novo, então este é Noam Chomsky, um rebelde sem pausas, o Elvis da Academia… Como o rock n'roll dos anos 1990 continua sendo atado nas mãos, é irônico que um homem de 65 anos de idade tenha o real espírito rebelde".
A revista Rolling Stone escreveu que Chomsky "está no nível de Thoreau e Emerson no campo da literatura da rebelião". A Village Voice comentou que "Com que perspicácia (Chomsky) não fica enrolando e realmente diz alguma coisa!". Uma resenha no The Nation tinha a seguinte observação: "Não ler (Chomsky)… é cortejar a genuína ignorância".
"Avram" é uma outra forma de "Abraão". "Noam" é um nome hebraico que significa "prazeroso", "agradável". Chomsky é o nome eslavo "Хомский". A pronúncia original, de acordo com o Alfabeto Fonético Internacional, é [avram noam 'xomskij]. Geralmente é anglicizada para ['ævræm 'nəʊm 'tʃɒmᵖski] — ou ['ævræm 'noʊm 'tʃamᵖski] com o sotaque americano.

### Vida pessoal
Amigo de Edward Said, Eqbal Ahmad, Stephen Jay Gould, Alexander Cockburn, Salvador Luria, Robert Fisk, Morris Halle, Norman Finkelstein, Howard Zinn.

## Linguística
Syntactic Structures foi uma destilação do livro Logical Structure of Linguistic Theory (1955) no qual Chomsky apresenta sua ideia da gramática gerativa. Ele apresentou sua teoria de que os "enunciados" ou "frases" das línguas naturais devem ser interpretados em dois tipos de representação distintas: as "estruturas superficiais" correspondendo à estrutura patente das frases, e as "estruturas profundas", uma representação abstrata das relações lógico-semânticas das mesmas.
Esta distinção conserva-se hoje, na diferenciação entre Forma Lógica e Forma fonética, embora o processo de derivação transformacional com regras específicas tenha sido substituído pela operação de princípios gerais. Na versão de 1957/65 da teoria de Chomsky, as regras transformacionais (juntamente com regras de sintagmáticas, phrase structure rules e outros princípios estruturais) governam ao mesmo tempo a criação e a interpretação das frases. Com um limitado conjunto de regras gramaticais e um conjunto finito de palavras, o ser humano é capaz de gerar um número infinito de frases bem formadas, incluindo frases novas.
Chomsky sugere que a capacidade para produzir e estruturar frases é inata ao ser humano (isto é, é parte do patrimônio genético dos seres humanos) gramática universal. Não temos consciência desses princípios estruturais assim como não temos consciência da maioria das nossas outras propriedades biológicas e cognitivas.
As abordagens mais recentes, como o Programa Minimalista são ainda mais radicais na defesa de princípios econômicos e ótimos na estrutura gramática universal. Entre outras afirmações, Chomsky diz que os princípios gramaticais subjacentes às linguagens são completamente fixos e inatos e que as diferenças entre as várias línguas usadas pelos seres humanos através do mundo podem ser caracterizadas em termos da variação de conjuntos de parâmetros (como o parâmetro pro-drop, que estabelece se um sujeito explícito é obrigatório, como no caso da língua inglesa, ou se pode ser opcionalmente deixado de lado (suprimido ou elidido), como no caso do português, italiano e outras).
Esses parâmetros são freqüentemente comparados a interruptores. A versão da gramática generativa que desenvolve a abordagem paramétrica é por isso designada princípios e parâmetros. Nesta abordagem, uma criança que está a aprender uma língua precisa adquirir apenas e tão somente os itens lexicais necessários (isto é, as palavras) e fixar os parâmetros relevantes.
Esta abordagem baseia-se na rapidez espantosa com a qual as crianças aprendem línguas, pelos passos semelhantes dados por todas as crianças quando estão a aprender línguas e pelo fato que as crianças realizarem certos erros característicos quando aprendem sua língua-mãe, enquanto que outros tipos de erros aparentemente lógicos nunca ocorrem. Isto sucede precisamente, segundo Chomsky, porque as crianças estão a empregar um mecanismo puramente geral (isto é, baseado em sua mente) e não específico (isto é, não baseado na língua que está sendo aprendida).
As ideias de Chomsky continuam a influenciar significativamente a pesquisa que investigavam a aquisição de linguagem pelas crianças, muito embora se tenham desenvolvido nesta área abordagens neo-behaviouristas, ou mistas que privilegiam explicações baseadas em mecanismos gerais de aprendizagem, com variantes emergentistas ou conexionistas.

### Gramática Gerativa
A abordagem de Chomsky em relação à sintaxe, freqüentemente chamada de gramática gerativa, embora geralmente dominante, deu origem a escolas que dela divergem em aspectos técnicos como a Gramática Lexical-Funcional ou a HPSG. Noutros casos, há diferenças mais profundas, especialmente nas abordagens ditas funcionalistas, em parte herdeira do legado da Escola de Praga.
A análise sintática de Chomsky, muitas vezes altamente abstrata, se baseia fortemente em uma investigação cuidadosa dos limites entre enunciados gramaticais e enunciados agramaticais numa língua. Deve-se comparar esta abordagem aos assim chamados casos patológicos (pathological cases) que possuem um papel semelhantemente importante em matemática. Tais julgamentos sobre a gramaticalidade ou agramaticalidade dos enunciados só podem ser realizados de maneira exata por um falante nativo da língua, entretanto, e assim, por razões pragmáticas, tais linguistas normalmente (mas não exclusivamente) focalizam seus trabalhos em suas próprias línguas-mães ou em línguas em que eles são fluentes (geralmente inglês, francês, alemão, holandês, italiano, japonês ou em uma das ramificações idiomáticas do chinês).
Algumas vezes a análise da gramática gerativa não tem funcionado quando aplicada a línguas que não foram ainda estudadas. Desta maneira, muitas alterações foram realizadas na gramática gerativa devido ao aumento do número de línguas analisadas. Entretanto, as reivindicações feitas sobre uma linguística universal tem se tornado cada vez mais fortes e não têm se enfraquecido com o transcorrer do tempo. Por exemplo, a sugestão de Kayne, na década de 1990, de que todas as línguas têm uma ordem sujeito–verbo–objeto das palavras teria parecido altamente improvável na década de 1960. Uma das principais motivações que estão por detrás de uma outra abordagem, a perspectiva funcional-tipológica (ou tipologia linguística, freqüentemente associada a Joseph H. O Greenberg), é basear hipóteses da linguística universal no estudo da maior variedade possível de línguas, para classificar a variação e criar teorias baseadas nos resultados desta classificação. A abordagem de Chomsky é por demais profunda e a dependente do conhecimento nativo da língua para seguir este método (embora tenha sido aplicada a muitas línguas desde que foi criada).

### Hierarquia de Chomsky
Chomsky é famoso por pesquisar vários tipos de linguagens formais procurando entender se poderiam ser capazes de capturar as propriedades-chave das línguas humanas. A hierarquia de Chomsky divide as gramáticas formais em classes com poder expressivo crescente, por exemplo, cada classe sucessiva pode gerar um conjunto mais amplo de linguagens formais que a classe imediatamente anterior. De maneira interessante, Chomsky argumenta que a modelagem de alguns aspectos de linguagem humana necessita de uma gramática formal mais complexa (complexidade medida pela hierarquia de Chomsky) que a modelagem de outros aspectos. Por exemplo, enquanto que uma linguagem regular é suficientemente poderosa para modelar a morfologia da língua inglesa, ela não é suficientemente poderosa para modelar a sintaxe da mesma. Além de ser relevante em linguística, a hierarquia de Chomsky também tornou-se importante em Ciência da Computação (especialmente na construção de compiladores) e na Teoria de Autômatos.
Seu trabalho seminal em fonologia foi The sound pattern of English, que publicou juntamente com Morris Halle. Este trabalho é considerado ultrapassado (embora tenha sido recentemente reimpresso). Chomsky não pesquisa nem publica mais na área de fonologia.

### Crítica da Linguística de Chomsky
Embora a abordagem de Chomsky seja reconhecidamente uma das melhores da Linguística, ela tem sido criticada por outros autores. Talvez a mais conhecida abordagem alternativa à posição de Chomsky seja a de George Lakoff e de Mark Johnson. O trabalho destes pesquisadores sobre linguística cognitiva desenvolveu-se a partir da linguística de Chomsky, mas difere dela de maneira significativa. Especificamente, argumenta contra os aspectos neocartesianos das teorias de Chomsky, eles afirmam que Chomsky falha em não levar em conta a incorporação extensiva da cognição. Como notado acima, a visão conexionista da aprendizagem não é compatível com a abordagem de Chomsky. Também, desenvolvimentos mais recentes em psicologia como, por exemplo, cognição localizada e psicologia discursiva não são compatíveis com a abordagem chomskiana.
De maneira ainda mais radical, os filósofos na tradição de Wittgenstein (como Saul Kripke) acham que a visão chomskyana é fundamentalmente errada quanto ao papel das regras na cognição humana.
De maneira semelhante, os filósofos das tradições da fenomenologia, do existencialismo e da hermenêutica se opõem aos aspectos abstratos neo-racionalistas do pensamento de Chomsky. O filósofo contemporâneo que representa melhor esta visão é, talvez, Hubert Dreyfus, notório pelos seus ataques contra a inteligência artificial.

## Política e outras áreas

### Psicologia
O trabalho de Chomsky em linguística teve implicações importantes para a psicologia e foi um de seus principais direcionamentos, durante o século XX. Sua teoria da gramática universal foi uma crítica ao behaviorismo, bastante difundido em seu tempo, e teve consequências no entendimento de como a linguagem é aprendida pelas crianças e do que, exatamente, é a capacidade de interpretar linguagem. Alguns poucos princípios desta teoria são aceitos (embora não necessariamente as fortes reivindicações feitas pela abordagem de princípios e parâmetros descrita acima).
Em 1959, Chomsky publicou uma crítica — a qual obteve uma considerável repercussão — do livro Verbal Behavior, escrito por B.F. Skinner, o mais aclamado dos psicólogos da tradição psicológica behaviorista (ou, em português, comportamentalista). Essa teoria, que domina a Psicologia Experimental na primeira metade do século XX e continua até hoje, dizia que o comportamento verbal [operante] não era de uma natureza diferente de outros comportamentos [natureza no sentido de algo que escape ao mundo físico]. Skinner argumentava que o comportamento verbal, como qualquer outro comportamento aprendido, poderia ser aprendida através das influências ambientais que modelariam a aprendizagem da linguagem. Mas, vale-se ressaltar que Skinner nunca negou [pelo contrario] a influência de mecanismos biológicos, seja no uso da linguagem, ou em qualquer outro comportamento. O uso da linguagem, segundo Skinner, podia ser aprendida através das pistas e do condicionamento proveniente do mundo no qual aquele-que-aprende está imerso.
A crítica de Chomsky à metodologia e à perspectiva comportamental preparou o caminho para o surgimento da psicologia cognitiva como ela é hoje. Em seu livro de 1966, Linguística Cartesiana, e em trabalhos subsequentes, Chomsky cria uma explicação das faculdades da linguagem humana que tornou-se um modelo para investigação em outras áreas da psicologia. Muito da concepção atual de como a mente trabalha vem diretamente de ideias que, nos tempos modernos, encontraram em Chomsky seu primeiro autor. Embora as críticas de Chomsky tenham sido refutadas por behavioristas, a mais famosa réplica foi a do behaviorista Kenneth MacCorquodale. Entre outras coisas, ele mostra que Chomsky cometeu um número enorme de equívocos ao criticar o livro de Skinner e os behaviorismos e explica o porquê da demora da réplica.
Existem três ideias chave:
- Primeiro, que a mente é "cognitiva", isto é, que a mente realmente contém estados mentais, crenças, dúvidas e assim por diante. Na filosofia behaviorista radical de Skinner, não é negada a existência de crenças (ver autorregras) e dúvidas, e sim a consideração delas como causas últimas do comportamento (a causa última do comportamento — verbal ou não — está sempre no ambiente externo, que também é responsável pelo surgimento de crenças, dúvidas etc). Chomsky quis mostrar que a maneira mais comum de entender a mente, como ter coisas como crenças e mesmo estados mentais inconscientes, tinha de estar certo.
- Segundo, Chomsky argumentou que muitas partes do que a mente adulta podia fazer era "inata". Isto é, embora nenhuma criança nascesse automaticamente sendo capaz de falar uma língua, todas as pessoas nascem com uma capacidade poderosa de aprendizado da linguagem que permite a elas dominar muitas linguagens muito rapidamente em seus primeiros anos de vida.

Finalmente, Chomsky introduziu o conceito de "modularidade", uma característica crítica da arquitetura cognitiva da mente. A mente é composta de um conjunto de subsistemas especializados que interagem entre si e apresentam fluxos de intercomunicação limitados. Este modelo contrasta agudamente com a velha ideia segundo a qual qualquer parte de informação na mente poderia ser "acessada" por qualquer outro processo cognitivo. Ilusões ópticas, por exemplo, não "podem ser desligadas" mesmo quando se reconhece serem apenas ilusões.

### Ciência, Teoria
Chomsky tem criticado fortemente o desconstrucionismo e as críticas do pós-modernismo à Ciência:
"Tenho passado muito tempo da minha vida a trabalhar em questões como estas, a utilizar os únicos métodos que conheço e que são condenados aqui como ‘ciência’, ‘racionalidade’, ‘lógica’ e assim por diante. Portanto, leio esses artigos com certa esperança de que eles me ajudassem a ‘transcender’ estas limitações, ou talvez me sugerissem um caminho inteiramente diferente. Temo ter me desapontado. Reconheço que isso pode se dever às minhas próprias limitações. Muito frequentemente meus olhos se esgazeiam quando leio discursos polissilábicos de autores do pós-estruturalismo e do pós-modernismo. Penso que tais textos são, em grande parte, feitos de truísmos ou de erros, mas isso é apenas um pequeno pedaço dessa coisa toda. É verdade que há muitas outras coisas que eu não entendo: artigos nas edições atuais dos periódicos de Matemática e de Física, por exemplo. Mas existe uma diferença: neste último caso, eu sei como entendê-los, e tenho feito isto em casos de particular interesse para mim; e eu também sei que outras pessoas que trabalham nestes campos podem me explicar seu conteúdo em meu nível, de modo que possa obter uma compreensão (embora às vezes parcial) que me satisfaça. Em contraste, ninguém parece ser capaz de me explicar que o último artigo ‘pós-isto-e-pós-aquilo’ não seja (em sua maior parte) outra coisa que não truísmos, erros ou balbucios, de maneira que eu não sei o que fazer para prosseguir com eles."
Chomsky nota que as críticas à "ciência masculina branca" são muito semelhantes aos ataques antissemitas e politicamente motivados contra a "Física judaica" usada pelos nazistas para minimizar a pesquisa feita pelos cientistas judeus durante o movimento Deustche Physik:
"De fato, por si só a ideia de uma 'ciência masculina branca' me lembra, eu temo, a ideia de uma ‘Física judaica’. Talvez seja outra inaptidão minha, mas quando leio um artigo científico, eu não consigo dizer se o autor é branco ou se é homem. O mesmo é verdade para o problema do trabalho ser feito em sala de aula, no escritório, ou em qualquer outro lugar. Eu duvido que os estudantes não-masculinos, não-brancos, amigos e colegas com quem que trabalho não ficassem deveras impressionados com a doutrina de que seu pensamento e sua compreensão das coisas seria diferente da ‘ciência masculina branca’ por causa de sua ‘cultura ou gênero ou raça’. Suspeito que ‘surpresa’ não seria bem a palavra adequada para a reação deles."
- "Aliás, devo dizer que meus próprios textos políticos costumam ser denunciados, tanto pela esquerda quanto pela direita, por serem não-teóricos — e isso está absolutamente certo. Mas são exatamente tão teóricos quanto os de qualquer outra pessoa, eu só não os chamo de 'teóricos', eu os chamo de 'triviais' — que é o que eles são, de fato. Isto é, não é que algumas dessas pessoas cujo material é considerado 'teoria profunda' e assim por diante não tenham coisas muito interessantes a dizer. É frequente terem coisas muito interessantes a dizer. Mas não é nada que não se pudesse dizer no nível de um aluno do ensino médio nem nada que um aluno do ensino médio não pudesse perceber, se tivesse tempo, apoio e um pouquinho de preparo."[11]
- "Então, marxismo, freudianismo: qualquer uma destas coisas é, eu acho, um culto irracional. Elas são teologia, portanto são o que for que vocês acharem de teologia; eu não acho que seja grande coisa. Na verdade, em meu ponto de vista essa é exatamente a analogia certa: noções como marxismo e freudianismo pertencem à história da religião organizada."[12]

### Outras áreas
Modelos Chomskianos têm sido usados como uma base teórica em vários outros campos. A Hierarquia de Chomsky é geralmente lecionada no ensino dos fundamentos da Ciência da Computação. Um sem-número de argumentos da Psicologia evolucionária é derivado dos resultados de suas pesquisas.
O Prêmio Nobel da Medicina e Fisiologia de 1984, Niels K. Jerne, usou o modelo gerativo de Chomsky para explicar o sistema imunológico humano, equacionando "componentes de uma gramática gerativa, com várias características das estruturas das proteínas". O título do trabalho de Jerne agraciado com o prémio foi "A Gramática Gerativa do Sistema Imunológico".
Nim Chimpsky, um chimpanzé que aprendeu 125 sinais da Linguagem Americana de Sinais, teve seu nome inspirado em Noam Chomsky.

### Visões políticas
A visão política de Chomsky mudou pouco, desde a sua infância. Sua posição ideológica se desenvolve em torno da ideia de "nutrir o caráter libertário e criativo do ser humano", e ele descreve suas crenças como "anarquistas bem tradicionais, com origens no Iluminismo e no liberalismo clássico.". Enaltece o socialismo libertário, e descreve a si próprio como um anarco-sindicalista.
Chomsky é um dos intelectuais públicos mais importantes dos Estados Unidos. É membro das organizações Campaign for Peace and Democracy e Industrial Workers of the World. Também é membro do conselho consultivo provisório da International Organization for a Participatory Society. Chomsky é partidário das lutas populares como forma de ampliar a democracia. Ele também tem manifestado sua oposição às elites dominantes e a instituições como o FMI, Banco Mundial e o GATT.
Ele também tem se definido como um sionista de esquerda, o que, na sua visão, corresponderia atualmente ao antissionismo. Sobre Israel, em entrevista para a C-Span Book, declarou:
"Eu sempre apoiei um lar étnico para os judeus na Palestina. Mas isto é diferente de um estado judeu. Há uma forte motivação para um lar étnico, mas se ele deve ser um estado judaico ou um estado muçulmano ou um estado cristão ou um estado branco é um problema inteiramente diferente."
Além de tudo, Chomsky não gosta dos tradicionais títulos e categorias políticas e prefere deixar sua abordagem falar por si mesma. Seus principais modos de ação incluem escrever artigos para revistas e livros e proferir palestras engajadas politicamente. Ele tem uma enorme quantidade de apoiadores pelo mundo todo, o que o faz algumas vezes agendar suas palestras com dois anos de antecedência. Chomsky foi um dos principais palestrantes do Fórum Social Mundial, realizado em Porto Alegre, Brasil, em 2003.
Em 2018, Chomsky se envolveu com o movimento Lula Livre. Ele considerou o ex-presidente do Brasil como o prisioneiro político mais importante do mundo e comparou a prisão de Lula à prisão do fundador do Partido Comunista Italiano, Antônio Gramsci, preso pelo regime fascista de Benito Mussolini.

### Terrorismo
Chomsky considera o terrorismo de Estado como um problema mais relevante do que o terrorismo praticado por grupos políticos dissidentes. Ele distingue claramente entre o ato de matar civis e o ato de atacar pessoal militar e suas instalações. Ele afirma: "assassinato de civis inocentes é terrorismo, não guerra contra o terrorismo".
"Primeiro, temos o fato de que o terrorismo funciona. Ele não falha. Ele funciona. Violência geralmente funciona. Essa é a história do mundo. Em segundo lugar, é um erro de análise muito sério dizer, como comumente é dito, que o terrorismo é a arma dos fracos. Como outros meios de violência, ela é, surpreendente e principalmente, na verdade uma arma dos fortes. Tem-se como verdade que o terrorismo é principalmente uma arma dos fracos porque os fortes também controlam os sistemas doutrinários e estes afirmam que o terror dos fortes não conta como terror. Agora, isso está perto de ser universal. Eu não consigo achar uma exceção histórica, mesmo os piores assassinos em massa viam o mundo desta maneira. Veja o caso dos nazistas. Eles não estavam a realizar terror quando estavam ocupando a Europa. Eles estavam a proteger a população local do terrorismo dos partisans. E, à semelhança de outros movimentos de resistência, o que existia era terrorismo. E o que os nazistas estavam a praticar era o contra-terrorismo."
Sobre o Hamas e o Hizbullah, declarou, numa entrevista de 2006:
"Os Estados Unidos consideram o Hizbullah uma organização terrorista, mas o termo 'terrorismo' é usado pelas grandes potências simplesmente para se referir a formas de violência que elas desaprovam. Os EUA estavam, é claro, apoiando as invasões israelenses e a ocupação do sul do Líbano. O Hizbullah foi fundamental para expulsá-los, por isso, por essa razão eles são uma organização 'terrorista' (…) Eu sou contra as políticas do Hamas em quase todos os aspectos. No entanto, devemos reconhecer que as políticas do Hamas são mais próximas e mais propícias a uma solução pacífica do que as dos Estados Unidos ou de Israel. Então, para repetir: as políticas, a meu ver, são inaceitáveis, mas preferíveis às políticas dos Estados Unidos e Israel."

### Governo dos Estados Unidos
Chomsky tem sido um crítico coerente e contundente do governo norte-americano. Em seu livro 9-11, uma série de entrevistas sobre os ataques terroristas de 11 de setembro de 2001, ele afirma, como já tinha afirmado antes, que o governo dos Estados Unidos é o estado terrorista líder, nos tempos modernos.
Chomsky tem criticado o governo do seu país pelo seu envolvimento na Guerra do Vietnã e no mais amplo conflito da Indochina, assim como pela interferência em países da América Central e da América do Sul e pelo apoio militar a Israel, Arábia Saudita e Turquia. Chomsky focaliza sua crítica mais intensa nos regimes amigos do governo dos Estados Unidos enquanto critica seus inimigos oficiais — como a antiga União Soviética e Vietnã do Norte somente de passagem. Ele explica este comportamento com o seguinte princípio: "é mais importante avaliar ações que você tem mais possibilidade de influenciar."
Sua crítica da antiga União Soviética e da República Popular da China tem tido algum efeito nesses países pois ambos os governos censuraram seu trabalho, com o banimento da publicação de seus livros.
Chomsky tem repetidamente enfatizado sua teoria de que a maior parte da política externa dos Estados Unidos é baseada no "perigo do bom exemplo" o qual ele diz que é um outro nome para a teoria do dominó. O "perigo do bom exemplo" é representado por um país que conseguisse se desenvolver com sucesso independentemente do capitalismo e da influência dos Estados Unidos e desta maneira apresentasse um modelo para outros países nos quais este país tem fortes interesses econômicos.
Isto, diz Chomsky, tem feito com que o governo norte-americano repetidamente intervenha para impedir movimentos "socialistas" e outros movimentos "independentes" mesmo em regiões do mundo nas quais ele não tem interesses econômicos e de segurança significantes. Em um de seus mais famosos livros, What Uncle Sam Really Wants, Chomsky utiliza esta teoria particular como uma explicação para as intervenções do governo norte-americano na Guatemala, no Laos, na Nicarágua e em Granada.
Chomsky também acredita que as políticas da Guerra Fria do governo norte-americano não foram inteiramente modelados pela paranoia antissoviética mas, mais que isso, buscava a preservação da ideologia econômica e ideológica norte-americana no mundo. Como escreveu em seu livro Uncle Sam: "O que os Estados Unidos querem é 'estabilidade', e isto quer dizer segurança para as classes altas e para as grandes empresas multinacionais".
Embora quase sempre seja um crítico da política externa do governo norte-americano, Chomsky também sempre tem expressado sua admiração pela liberdade de expressão usufruída pelos cidadãos desse país em grande número de suas entrevistas e livros. Mesmo em relação a outras democracias ocidentais, tais como a França e o Canadá, menos liberais na defesa da liberdade de debater que os Estados Unidos, Chomsky não hesita em criticar esses países por isto, como mostra o affair Faurisson. Esta sutileza parece não ser notada pelos críticos de Chomsky, os quais consideram sua visão da política externa americana como um ataque a todos os valores da sociedade americana.

### Socialismo

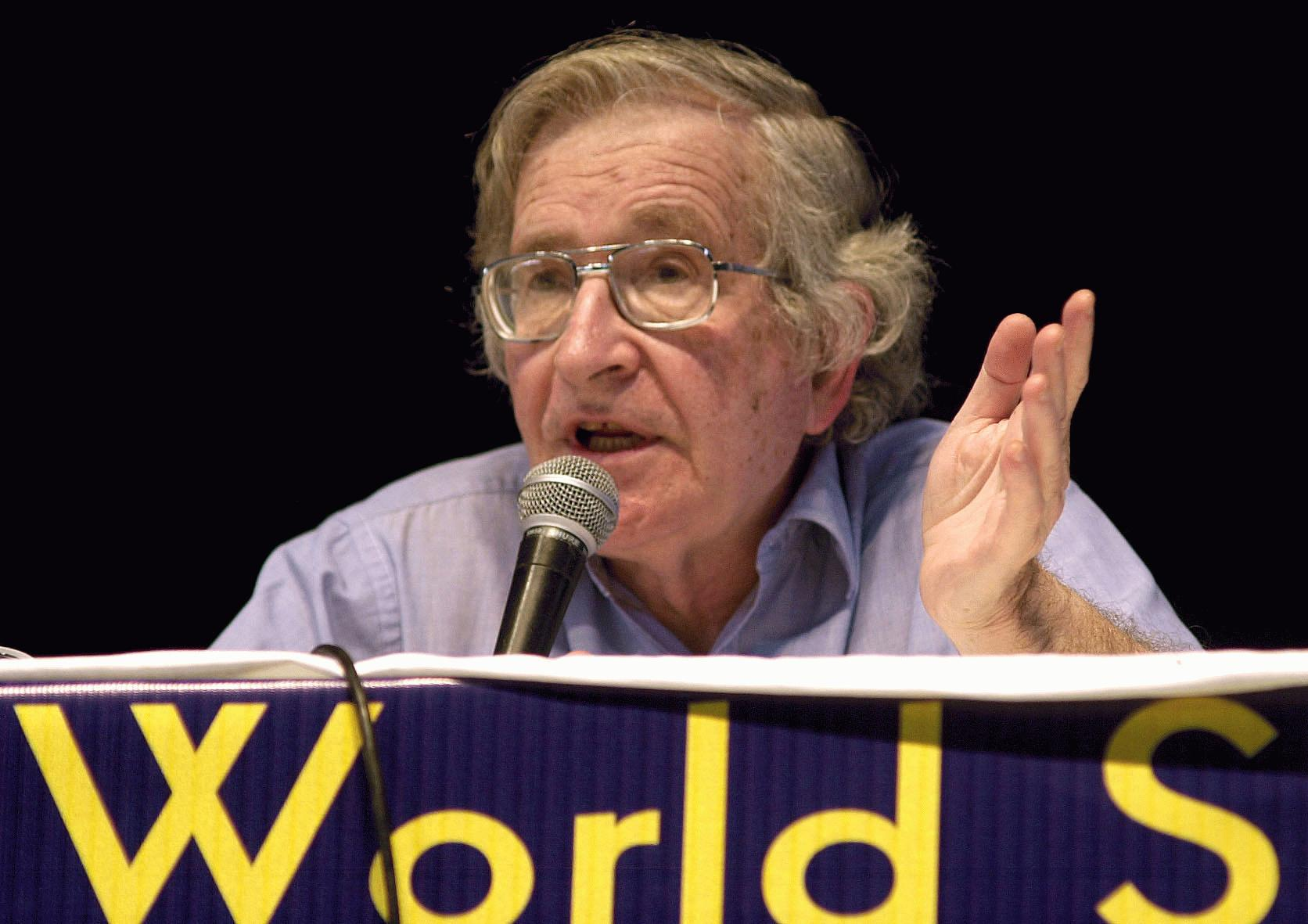
Noam Chomsky no Fórum Social Mundial em Porto Alegre, 2003

Chomsky se opõe profundamente ao sistema de "capitalismo de estado voltado para grandes empresas" praticado pelos Estados Unidos e seus aliados. Ele descreve a si mesmo como um Liberal Clássico porém, de acordo com Chomsky, o liberalismo clássico passou por tremendas transformações ao longo da história, sendo que as posições atualmente identificadas com o liberalismo clássico nada teriam a ver com os ideais destas ideologias caso fossem observadas as intenções de seus autores. De acordo com Chomsky, o liberalismo clássico coerente com as propostas de seus idealizadores seria visto hoje em dia como anarcosocialismo — exigindo liberdade econômica além do "controle da produção pelos próprios trabalhadores e não por proprietários e administradores que os governem e tomem todas as decisões".
Chomsky refere-se a isto como o "socialismo real" e descreve o socialismo no estilo soviético como semelhante, em termos de controle totalitário, ao capitalismo no estilo norte-americano. Ambos os sistemas se baseiam em tipos e níveis de controle mais do que em organização ou eficiência. Na defesa desta tese, Chomsky refere por vezes que a filosofia da administração científica proposta por Frederick Winslow Taylor foi a base organizacional para o maciço movimento de industrialização soviético e, ao mesmo tempo, o modelo empresarial norte-americano.
Chomsky tem buscado iluminar os comentários de Bakunin sobre o estado totalitário como uma previsão para o brutal estado policial que iria se instaurar em seguida à revolução soviética. Reafirma a opinião de Bakunin: "…após um ano […] a ordem revolucionária irá se tornar muito pior que a do próprio czar" que é construída sobre a ideia de que o estado tirano soviético era simplesmente um crescimento natural da ideologia de controle de estado bolchevique. Ele também chamou o comunismo soviético de "falso socialismo" e disse que, contrariamente ao que muitos nos Estados Unidos diziam, o colapso da União Soviética devia ser considerada uma "pequena vitória para o socialismo" e não para o capitalismo.
Em "For Reasons of State", Chomsky advoga que ao invés de um sistema capitalista no qual as pessoas sejam "escravos assalariados" ou um estado autoritário no qual as decisões sejam tomadas por um comitê central, uma sociedade devia funcionar sem pagamento do trabalho. Ele argumenta que as pessoas de todas as nações deviam ser livres para realizar os trabalhos que escolhessem. As pessoas deveriam ser livres para fazer o que eles quisessem e o trabalho que eles voluntariamente escolhessem deveria ser ao mesmo tempo "recompensador em si mesmo" e "socialmente útil". "A sociedade seria dirigida sob um sistema de anarquismo pacífico sem a necessidade das instituições do "estado" ou do "governo". Os serviços necessários mas que fossem fundamentalmente desagradáveis — se existissem —, seriam também igualmente distribuídos a todos.

### Meios de comunicação de massa
Outra parte importante do trabalho político de Chomsky é a análise dos meios de comunicação de massa (especialmente dos meios norte-americanos), de suas estruturas, de suas restrições e do seu papel no apoio aos interesses das grandes empresas e do governo americano.
Diferentemente dos sistemas políticos totalitários, nos quais a força física pode ser facilmente usada para coagir a população como um todo, as sociedades mais democráticas como os Estados Unidos precisam se valer de meios de controle bem menos violentos. Em uma frase freqüentemente citada, Chomsky afirma que "a propaganda representa para a democracia aquilo que o cassetete (isto é, a polícia política) significa para o estado totalitário".
Em A Manipulação do Público, livro escrito em conjunto por Edward S. Herman e Noam Chomsky, os autores exploram este tema em profundidade e apresentam o seu modelo da propaganda dos meios de comunicação com numerosos estudos de caso extremamente detalhados para demonstrar seu funcionamento. Para uma análise completa deste modelo veja Teoria da Propaganda de Chosmky e Herman.
Um viés social pode ser definido como inclinação ou tendência de uma pessoa ou de um grupo de pessoas que impede julgamentos e políticas imparciais e justas para a sociedade entendida como um sistema social integral, isto é, visto em seu todo e não apenas pelo viés da pessoa ou do grupo de pessoas.
A teoria de Herman e Chomsky explica a existência de um viés sistêmico dos meios de comunicação em termos de causas econômicas e estruturais e não como fruto de uma eventual conspiração criada por algumas pessoas ou grupos de pessoas contra a sociedade.
Em resumo, o modelo mostra que esse viés deriva da existência de cinco filtros que todas as notícias precisam ultrapassar antes de serem publicadas e que, combinados, distorcem sistematicamente a cobertura das notícias pelos meios de comunicação.
1. O primeiro filtro — o da propriedade dos meios de comunicação — deriva do fato de que a maioria dos principais meios de comunicação pertencem às grandes empresas (isto é, às "corporations").
2. O segundo — o do financiamento — deriva do fato dos principais meios de comunicação obterem a maior parte de sua receita não de seus leitores mas sim de publicidade (que, claro, é paga pelas grandes empresas). Como os meios de comunicação são, na verdade, empresas orientadas para o lucro a partir da venda de seu produto — os leitores! — para outras empresas — os anunciantes! — o modelo de Herman e Chomsky prevê que se deve esperar a publicação apenas de notícias que reflitam os desejos, as expectativas e os valores dessas empresas.
3. O terceiro filtro é o fato de que os meios de comunicação dependem fortemente das grandes empresas e das instituições governamentais como fonte de informações para a maior parte das notícias. Isto também cria um viés sistêmico contra a sociedade.
4. O quarto filtro é a crítica realizada por vários grupos de pressão que procuram as empresas dos meios de comunicação para pressioná-los caso eles saiam de uma linha editorial que esses grupos acham a mais correta (isto é, mais de acordo com seus interesses do que de toda a sociedade).
5. As normas da profissão jornalista, o quinto filtro, referem-se aos conceitos comuns divididos por aqueles que estão na profissão do jornalismo.
O modelo descreve como os meios de comunicação formam um sistema de propaganda descentralizado e não conspiratório o qual, no entanto, é extremamente poderoso. Esse sistema cria um consenso entre a elite da sociedade sobre os assuntos de interesse público estruturando esse debate em uma aparência de consentimento democrático que atendem aos interesses dessa elite. No entanto, este atendimento é feito às custas da sociedade como um todo que, naturalmente, compõem-se de mais pessoas do que aquelas que compõem sua elite. Uma conspiração, nos Estados Unidos, é um acordo entre duas ou mais pessoas para cometer um crime ou realizar uma ação ilegal contra a sociedade. Para os autores o sistema de propaganda não é conspiratório porque as pessoas que dele fazem parte não se juntam expressamente com o objetivo de lesar a sociedade, mas é isso mesmo que acabam fazendo em função dos vieses descritos por Herman e Chomsky em seu modelo.
Chomsky e Herman testaram seu modelo empiricamente tomando "exemplos pareados", isto é, pares de eventos que são objetivamente muito semelhantes entre si, exceto que um deles se alinha aos interesses da elite econômica dominante, que se consubstanciam no interesse das grandes empresas, e o outro não se alinha.
Eles citam alguns de tais exemplos para mostrar que nos casos em que um "inimigo oficial" da elite realiza "algo" (tal como o assassinato de um líder religioso), a imprensa investiga intensivamente e devota uma grande quantidade de tempo à cobertura dessa matéria. Mas quando é o governo da elite ou o governo de um país aliado que faz a mesma coisa (assassinato do religioso ou coisa ainda pior) a imprensa minimiza a cobertura da história.
De maneira crucial, Herman e Chomsky também testam seu modelo num caso que muitas vezes é tomado como o melhor exemplo de uma imprensa livre e agressivamente independente: a cobertura dos meios de comunicação da Ofensiva do Tet durante a Guerra do Vietnã. Mesmo neste caso, eles encontram evidências que a imprensa estava se comportando de modo subserviente aos interesses da elite.
A despeito de todas as evidências — e exatamente como propriamente predizem Chomsky e Herman — o modelo da propaganda e a maior parte dos escritos políticos de Chomsky têm sido olimpicamente ignorados ou distorcidos (e não refutados) pelos detentores dos meios de comunicação mundiais.

### Oriente Médio
"Chomsky cresceu … dentro de uma tradição cultural hebraica e sionista". Seu pai era um dos mais distinguidos eruditos da língua hebraica e ensinava em uma escola religiosa. Chomsky também tinha tido uma fascinação e um envolvimento de longa data dentro da esquerda sionista. Como ele mesmo descreveu:
"Eu estava profundamente interessado nos….assuntos e nas atividades sionistas — isto é, naquilo que na época era considerado sionismo — embora as mesmas ideias e preocupações sejam atualmente chamadas de antissionistas. Eu estava interessado em opções socialistas e bi-nacionalistas à Palestina, nos kibbutz e no sistema de trabalho cooperativo integral que tinha se desenvolvido nos assentamentos judeus realizados lá (o Yishuv)… As vagas ideias que eu tinha nesse tempo (1947) eram ir à Palestina, talvez a um kibutz, tentar envolver-me nos esforços de cooperação árabe-judaico dentro de uma estrutura socialista oposta ao sistema profundamente antidemocrático de um estado judeu (uma posição que era muito bem considerada dentro da ala dominante do sionismo)".
Ele critica fortemente a política de Israel diante dos vizinhos palestinos e árabes. Entre muitos artigos e livros sobre este tema, seu livro The Fateful Triangle é considerado um dos principais textos que se opõem ao tratamento que Israel dá aos palestinos e o apoio que os Estados Unidos dão aos governos israelenses.
Chomsky também condenava o papel de Israel na "liderança do terrorismo de Estado" quando realizava a venda de armamentos para a África do Sul (nos tempos do apartheid) e para países da América Latina governados por governos-títeres dos americanos, como por exemplo a Guatemala na década de 1980. Ele condenava também os paramilitares de direita apoiados pelos norte-americanos tais como os contras nicaraguenses.
Além disso, ele tem constantemente condenado pelos Estados Unidos darem seu apoio militar, financeiro e diplomático incondicional aos governos israelenses que se sucedem no tempo.
Chomsky caracteriza Israel como um "estado mercenário" dentro do sistema de hegemonia dos Estados Unidos. Ele também tem criticado ferozmente setores da comunidade judaica por seu papel em obter esse apoio incondicional dos americanos, afirmando que "eles devem mais propriamente ser chamados de 'apoiadores da degeneração moral e, em última análise, da destruição de Israel'". Ele afirma da Liga AntiDifamação (ADL, das iniciais do nome da organização em inglês):
"O órgão oficial líder da monitoração do antissemitismo, a Liga Anti-Difamação do B’nai B’rith interpreta o antissemitismo com uma falta de vontade em conformar-se a suas exigências no que diz respeito ao apoio às autoridades israelenses… A lógica é clara e direta: antissemitismo é a oposição aos interesses de Israel (como entendidos pela ADL).
A ADL virtualmente abandonou seu papel anterior de organização de direitos civis, tornando-se 'um dos pilares principais' da propaganda de Israel dentro dos Estados Unidos, como por acaso a imprensa israelense a descreve, engaja em vigilância, criação de listas negras, compilação de dossiês ao estilo do FBI que são circulados entre os associados com o objetivo de difamação, respostas públicas raivosas contra críticas feitas a ações realizadas por Israel e assim por diante. Esses esforços, sublinhados por insinuações ou acusações diretas de antissemitismo, têm como objetivo defletir ou minar qualquer oposição às políticas de Israel, incluído aqui sua recusa, com o apoio dos Estados Unidos, de revisar sua política geral de assentamentos de colonos judeus.".

## Debates
Chomsky é conhecido por defender vigorosamente suas opiniões em filosofia, linguística e política.
As fortes críticas que Chomsky faz ao conhecimento convencional que as pessoas têm das áreas de Política e História o transformaram em uma figura controversa. Isto faz com que ele, por sua vez, também acabe sofrendo muitas críticas.
Algumas pessoas o acusam de usar citações e fatos fora de contexto para apoiar seus argumentos ou de citar fontes de legitimidade duvidosa. Muitos também o acusam de tolerar, simpatizar ou minimizar as ações dos estados e grupos hostis aos Estados Unidos e que esta posição faz com que seu trabalho seja excessivamente centrado em uma abordagem "antiamericana". A abordagem chomskiana da política americana seria, portanto, parcial.
Entretanto, Chomsky frequentemente acaba por argumentar que a maior parte das críticas desses grupos são exageradas e distorcidas. Por exemplo, em seu livro "Depois do Cataclisma: Pós-guerra da Indochina e a Reconstrução da Ideologia Imperialista", Chomsky e Ed Herman afirmam que os meios de comunicação americanos utilizaram testemunhos não consubstanciados de refugiados além de distorcerem fontes relacionadas às atrocidades do Khmer Vermelho com o objetivo de servir objetivos propagandísticos do governo norte-americano na esteira da Guerra do Vietnã.
Algumas das pessoas atingidas pelas correções de Chomsky têm admitido seu erro. O jornalista Jean Lacouture, do New York Review of Books, escreveu que "as correções feitas por Noam Chmosky em meu artigo sobre o Camboja causaram-me grande pesar", admitiu ter feito "sérios erros nas citações" desde a inclusão de fontes "questionáveis" para os números sobre as vítimas assassinadas, e diz que esses erros lhe trouxeram dúvida sobre "a causa que estava tentando defender". Mesmo assim, Lacouture em seguida afirma que "embora tivesse que me considerar culpado pelos erros nos detalhes do meu artigo, eu me considero inocente no que concerne ao seu argumento fundamental". Isto é, talvez na verdade ele não aceite as correções.
Mas alguns críticos, tais como Anthony Lewis, então colunista do New York Times, acusou Chomsky de fazer apologia do Pol Pot. Chomsky contra-argumentou ao dizer que ele sempre reconhecera as atrocidades e a opressão desse regime, por exemplo, afirmando no início do livro "Depois do Cataclisma" que "não há dificuldades em documentar as enormes atrocidades e opressão (sofridas pelos cambojanos por parte daquele regime), primariamente testemunhadas por refugiados".
Em Consenso Fabricado (igualmente escrito em co-autoria com Ed Herman), Chomsky responde:
"Como também notamos no primeiro parágrafo de nosso mais recente livro sobre este assunto (isto é, After the Cataclysm…) quando consideramos melhor os fatos, podemos concluir que as mais extremas condenações ao Khmer Vermelho são realmente corretas. Mas mesmo que assim seja, de nenhuma maneira isso deve alterar as conclusões a que nós chegamos sobre as questões centrais equacionadas aqui: os fatos disponíveis foram selecionados, modificados ou algumas vezes inventados para criar uma certa imagem a ser oferecida à população em geral. A resposta a esta situação parece clara e não pode ser afetada pelo que quer que se descubra no Camboja no futuro…"
"Uma revisão desse impressionante exercício de propaganda causa grande ultraje — o que não é muito surpreendente: a resposta e as razões para esta situação são semelhantes ao que acontece dentro do mundo soviético quando seus dissidentes expõem as propagandas fabricadas contra os Estados Unidos, Israel e outros de seus inimigos oficiais."
"Articulistas indignados chegaram a nos retratar como "apologistas dos crimes do Khmer Vermelho" em um estudo que denunciava as atrocidades do Khmer Vermelho (um fato sempre suprimido) e, em seguida, dizia qual notável era o caráter da propaganda Ocidental, nosso assunto, através de um estudo de dois volumes no qual tal capítulo aparecia."
Alguns pesquisadores que realizaram uma revisão desta controvérsia, como Milan Rai consideram que ela foi parte de uma campanha de propaganda contra Chomsky, campanha esta desenhada para gerar uma necessidade de "defesa interminável" em resposta a críticas de maneira que ele tivesse de distrair sua atenção de problemas mais substantivos.
Chomsky também foi criticado por mencionar em uma entrevista que deu a Salon.com notícias oriundas da organização não governamental Human Rigths Watch e da Embaixada Alemã que informavam que um ataque norte-americano às instalações da fábrica de medicamentos de al-Shifa provavelmente tinha causado dezenas de milhares de mortos entre civis sudaneses moradores próximos.
Os críticos não contestaram os números horripilantes da notícia, mas apenas disputaram qual das instituições fez explicitamente tal afirmativa. Por exemplo, o autor Christopher Hitchens afirmou que "De qualquer maneira, esse é um jeito muito vulgar, aritmético e pragmático de se utilizar um argumento. Se você quer fazer isso, então use fatos e números errados, assim você está realmente 'f…'. Você está duplamente 'f… '.
Já o autor direitista australiano Keith Windschuttle apenas concluiu que Chomsky é um mentiroso.

### David Horowitz
O autor direitista americano David Horowitz é um dos mais estridentes críticos de Chomsky. Ele tem definido Chomsky como o "Aiatolá do Ódio Anti-Americano" e o "intelecto mais traiçoeiro na América". Ele diz que Chomsky "tem apenas uma mensagem: a de que os Estados Unidos são o Grande Satã". Entretanto, embora afirme que "é fácil demonstrar que todas as afirmações de todas as páginas existentes em todos os livros que Chomsky tem escrito são fatos distorcidos", Horowitz em seguida escreve que "realmente não há necessidade" de assim o fazer. Notavelmente ele não explicita quais são esses fatos destorcidos e deixa assim pouca coisa a refutar.
Chomsky, por seu lado, não respondeu em detalhes às alegações de Horowitz afirmando em entrevista que "Eu não li Horowitz. Eu não o li quando ele era um stalinista e eu não o leio hoje." Já esta resposta foi contra-argumentada por Horowitz, que disse que ele de fato nunca foi stalinista e que Chomsky de fato teria lido e analisado seus escritos no passado..
Entretanto, em artigo publicado pelo The Guardian, um autor da Ramparts Magazine descreve Horowitz como ex-stalinista. Outro artigo, da National Review, também menciona Horowitz como antigo stalinista.

### Acusações de antissemitismo e o caso Faurisson
O affair Faurisson é o nome de uma grande controvérsia em que Chomsky se envolveu ao escrever um ensaio em defesa da liberdade de expressão de Robert Faurisson, um autor que nega que o Holocausto dos judeus tenha realmente existido. Esse ensaio de Chomsky foi então usado como uma introdução ao livro escrito por Faurisson. Chomsky defendeu Faurisson por causa de suas crenças nas liberdades civis mesmo para aqueles que ele sente que são culpados de "crimes de guerra" e reflete a posição advogada por organizações de defesa da liberdade civil, como a American Civil Liberties Union. Em várias ocasiões, geralmente por causa do affair Faurisson e de suas críticas a políticos israelenses, Chomsky tem sido acusado de apoiar o antissemitismo, notadamente no livro de Werner Cohn cujo título é "Partners in Hate: Noam Chomsky and the Holocaust Deniers" (ISBN 0-9645897-0-2).
Chomsky respondeu às alegações de Cohn chamando-o de um "mentiroso patológico".
Em 2002, o presidente da Universidade Harvard Lawrence Summers chamou a atenção ao dizer que a "campanha liderada por Chomsky" para que as universidades americanas se afastem de empresas com capital de israelenses "é uma campanha antissemítica em seus efeitos, se não for em intenção". Os pontos de vista que Chomsky tem expressado sobre estes assuntos tem feito com que, ocasionalmente, seus adversários políticos, principalmente alguns eruditos judeus americanos, o acusem de apoiar o fascismo. De fato, Chomsky vê com ceticismo essa campanha embora ele diga que "a compreende e simpatize com os sentimentos subjacentes daqueles que a propõem.
Num artigo em 28 de fevereiro de 1981, Chomsky escreveu: "As conclusões de Faurisson são diametralmente opostas às visões que defendo e que tenho frequentemente expressado por escrito (por exemplo, no meu livro 'Peace in the Middle East?', no qual descrevo o holocausto como 'a mais fantástica irrupção de insanidade coletiva na história da humanidade'). Mas é elementar que a liberdade de expressão (incluindo a liberdade acadêmica) não deve ser restrita a visões que alguém aprova, e que é precisamente no caso de visões que são quase universalmente desprezadas e condenadas é que esse direito deve ser mais vigorosamente defendido. É muito fácil defender aqueles que não precisam de defesa ou se juntar unanimemente (e frequentemente com justificativa) em condenação a violações de direitos civis por algum inimigo oficial".

### Crítica recebida dos ativistas palestinos
Embora geralmente condene as ações dos governos israelenses no conflito israelo-palestino, Chomsky tem sofrido ataques de ativistas pró-palestinos por sua defesa de um plano relativamente moderado, que propõe dois Estados, o de Israel e o da Palestina, na região.
Chomsky diz que propostas sem apoio internacional significante não são metas realísticas e responde: "estou aqui tentando defender as coisas muito seriamente: proponho algum tipo de programa de ação que seja factível, que não tenha ilusões; como, por exemplo, aqueles que propõem 'ações apenas com base em princípios', que consideram apenas o 'realismo' da vida — isto é, que não consideram o destino das pessoas que sofrem".

### O que dizem sobre Chomsky

#### Contra
- Alan Dershowitz: "Chomsky não tem nenhuma credibilidade entre pessoas sérias que se preocupam com a verdade. Ele seria uma piada se não fosse tão influente entre a esquerda-dura irracional e os acadêmicos anti-intelectuais que propagandeiam seus estudantes ingênuos a se mudarem para o Planeta Chomsky, onde podem viver suas vidas paranoicas privados de qualquer contato com a realidade do planeta Terra", 13 de maio de 2011.
- Arthur M. Schlesinger Jr.: "ele parece se sentir autorizado a esquecer ou distorcer a verdade sempre que ela serve sua conveniência polêmica. Ele começa como um pregador para o mundo e termina como um intelectual trapaceiro."[55]
- David Horowitz: "De fato, a influência de Chomsky é melhor entendida não como aquela de uma figura intelectual, mas como o líder de um culto religioso secular — como o aiatolá do ódio anti-americano.", 26 de setembro de 2001.[56]
- Camille Paglia: "O ódio de Chomsky aos Estados Unidos é patológico — decorrente de algum problema bilioso com figuras paternas que é muito fétido para ser explorado."[57]
- Richard Posner: "Chomsky é um exemplo irresistível do problema de qualidade que envolve o mercado de intelectuais públicos."[58]
- Slavoj Žižek: "Com todo o respeito que tenho por Chomsky, apesar de ele sempre enfatizar que se tem de ser empírico, preciso […] não há ninguém que eu conheça que tenha estado mais errado empiricamente. Lembro quando ele defendeu a manifestação do Khmer Vermelho. E escreveu alguns textos dizendo: "Isso é propaganda ocidental. O Khmer Vermelho não é tão horrível". Depois, quando teve de admitir que o Khmer Vermelho não era o pessoal mais bacana do universo, sua justificativa me chocou. Foi: "Com os dados de que dispunha no momento, eu tinha razão. Até aquele momento, não sabíamos o suficiente, então…". Rejeito cabalmente esse tipo de raciocínio. Por exemplo, em relação ao stalinismo."[59]

#### A favor
- Arundhati Roy: "Mesmo um quarto da evidência que ele compilou teria sido o suficiente para me convencer. Eu costumava refletir porque ele precisava realizar tanto trabalho. Mas agora eu entendo que a magnitude e a intensidade do trabalho de Chomsky é um barômetro da magnitude, escopo e implacabilidade da máquina de propaganda a qual ele se opõe. Ele é como o devorador de madeira que vive dentro da terceira prateleira da minha estante. Dia e noite, eu ouço suas mandíbulas roendo através da madeira, triturando-a em poeira fina. É como se ele discordasse da literatura e quisesse destruir a própria estrutura na qual ela se apoia.", 24 de agosto de 2003.[60]
- Chris Hedges: "Sócrates americano", "intelectual mais importante no país", 15 de junho de 2014.[61]
- Glenn Greenwald: "[…] o ativista político e intelectual público mais realizado e corajoso da nação […]"[62]
- John Searle: "O trabalho de Chomsky é uma das realizações intelectuais mais notáveis da era atual […] Com o tempo acredito que a maior contribuição dele será que ele deu um grande passo na direção de restaurar a concepção tradicional da dignidade e singularidade do homem."[63]
- Norman Finkelstein: "Não posso lhe dizer quantas pessoas, eu inclusive, e isso não é uma hipérbole, cujas vidas foram transformadas por ele. Se não fosse por Chomsky eu teria sucumbido há muito tempo. Bateram e me atacaram em minha vida profissional. É somente o conhecimento de que uma das maiores mentes na história humana tem fé em mim que compensa esse constante, implacável e perverso ataque. Há muitas pessoas que são consideradas nulidades, as chamadas pessoas pequenas [little people] desse mundo, que de repente recebem um e-mail de Noam Chomsky. Isso sopra uma nova vida em você. Chomsky provocou muitas, muitas pessoas a perceberem um nível de seu potencial que seria perdido para sempre.", 2010.[64]
- Robert Fisk: "[…] um dos maiores filósofos e linguistas da América […]", 24 de janeiro de 2002.[65]

## Prêmios e reconhecimento
De acordo com o Institute for Scientific Information, os 10 autores com o maior número de citações (Arts and Humanities Citation Index) em periódicos acadêmicos entre 1980 e 1992 são, em ordem: Marx, Lenin, Shakespeare, Aristóteles, a Bíblia, Platão, Freud, Noam Chomsky, Hegel e Cícero.
- Member, National Academy of Sciences, 1972.[68]
- Member, American Academy of Arts & Sciences.[69]
- Member, American Philosophical Society, 2004.[70]
- Honorary Fellow, British Academy.[71]
- Member, Serbian Academy of Sciences and Arts.[72]
- Honorary Member, The Bertrand Russell Society.[73]
- Honorary Member, International Association of Professional Translators and Interpreters.[74]
- Honorary Member, British Psychological Society.[75]
- Honorary Life Membership, University College Dublin Law Society, 2009.[76]
- Honorary Fellowship, Literary & Historical Society, University College Dublin, Irlanda, 2002.[77]
- Honorary Concert, Manukyan's Musical Tribute to Scientists, 2010.[78]
- Hall of Fame, IEEE Intelligent Systems, 2011.[79]
- Award for Distinguished Scientific Contributions, American Psychological Association, 1984.[80]
- Orwell Award, 1987.[81]
- Prêmio Kyoto na categoria Ciências Básicas, 1988.[82]
- Orwell Award (com Edward S. Herman), 1989.[81]
- Lannan Literary Award for Nonfiction, 1992.[83]
- Medalha Helmholtz, 1996.[84]
- Medalha Benjamin Franklin na categoria Ciência Cognitiva e da Computação "Pelas suas contribuições para o campo da linguística e seus efeitos na ciência da computação, e insight nos processos do pensamento humano", 1999.
- Prêmio Adela Dwyer — St. Thomas of Villanova Peace Award do Centro para a Paz e a Justiça da Universidade Villanova, 2002.
- Peace Award, Turkish Publishers Association in Istanbul, 2003.[85]
- Peace Award, St. Thomas of Villanova, Villanova University, 2003.[85]
- Award, Kurdish Human Rights Association of Diyarbakir, 2003.[85]
- President's Medal, Literary and Debating Society, National University of Ireland, Galway, 2008.[86]
- Prêmio Erich Fromm, Stuttgart, Alemanha, 2010 (23 de março).[87]
- Thomas Merton Award, 2010.[88]
- Prêmio Sydney da Paz, 2011 (1 de junho).[89][90]
- Lifetime of Leadership for Peace and Justice, Coalition for Peace Action, 2012.[91]
- People Before Profits Award, Center for Popular Economics, 2012.[92]
- Latin American Peace and Justice Award in honor of NACLA’s 45th Anniversary, 2012.[93]
- UCD Ulysses Medal, 2013.[94]
- Global Exchange Human Rights Awards, 2013.
- Honorary Medal "De Scientia et Humanitate Optime Meritis", Academia de Ciências, República Checa, 2014.[95]

### Títulos honorários (honorary degrees)
Abaixo constam apenas aqueles cujas fontes foram encontradas.
- 1967, Universidade de Chicago, Doctor of Humane Letters (D.H.L.).[96]
- 1967, Universidade de Londres, D.Litt.[97]
- 1970, Loyola University Chicago, D.H.L.
- 1970, Swarthmore College, D.H.L.[98]
- 1971, Bard College, D.H.L.[99]
- 1972, University of Delhi (Índia).
- 1980, Visva-Bharati University (Índia).[97]
- 1992, Universidade do Maine (EUA).[100]
- 1995, Universidade de Cambridge, D.Litt.[101]
- 1995, Amherst College (EUA).[102]
- 1998, Universidade McGill (Canadá), D.Litt.[103]
- 1998, Universitat Rovira i Virgili (Catalunha, Espanha).[104]
- 1999, Universidade Columbia.[105]
- 1999, Universidade de Connecticut, D.Litt.[106]
- 1999, Universidade de Guelph (Canadá).[107]
- 1999, Escola Normal Superior de Pisa (Itália), Perfezionamento honoris causa.[108]
- 2000, Universidade de Toronto (Canadá), Doctor of Laws.[109]
- 2000, Universidade Harvard, Doctor of Laws.[110]
- 2000, Universidade de Western Ontario (Canadá).[111]
- 2001, Universidade de Calcutá (Índia).[112]
- 2001, Universidad Nacional del Comahue (Argentina).[113][114]
- 2002, Universidade Nacional da Colômbia.[115]
- 2003, Central Connecticut State University, D.H.L.[116][117]
- 2004, Universidade de Atenas (Grécia).[118]
- 2004, Universidade de Florença (Itália).
- 2005, Universidade de Ljubljana (Eslovênia).[119]
- 2005, Universidade de Bolonha (Itália), Laurea ad honorem em Psicologia.[120]
- 2005-06, Santo Domingo Institute of Technology.[121]
- 2006, Universidade do Chipre.[121][122]
- 2006, Universidad de La Frontera (Chile).[123]
- 2006, Universidade do Chile, Doctorado Honoris Causa.[123][124]
- 2007, Universidade de Uppsala (Suécia).[125][126]
- 2010, Universidade Nacional Autônoma do México.[127]
- 2010, Universidade Nacional Tsing Hua (Taiwan), Honorary Doctorate.
- 2010, Universidade de Pequim (China), Honorary Doctorate.[128]
- 2012, Universidade de St. Andrews (Escócia), D.Litt.
- 2012, International School for Advanced Studies (SISSA - Triste, Itália), Honoris Causa em Neurociência.
- 2012, Australia Asia Research and Education Foundation, Honorary Professor.[129]
- 2012, Universidade Islâmica de Gaza, Honorary Doctorate.
- 2013, American University of Beirut (Líbano), Honorary Doctorate.
- Vrije Universiteit Brussel (Bélgica), Honorary Doctorate.
- 2020, Universidade de Brasília (Brasil), Doutor Honoris Causa.[130]

### Conferências
Abaixo constam algumas, escolhidas arbitrariamente.
- John Locke Lectures, University of Oxford, 1968-1969.
- Bertrand Russell Memorial Lecture, University of Cambridge, 1970.[131]
- Nehru Memorial Lecture, Nova Deli, 1972.
- Huizinga Lecture, Leida, 1977.
- Massey Lectures, University of Toronto, 1988.
- Immanuel Kant Lecture, Stanford University.
- The Royal Institute of Philosophy Annual Lecture, "Simple Truths, Hard Choices", 2004.[132]
- Gifford Lecture, University of Edinburgh, 2004-2005.
- Anistia Internacional, Annual Lecture, 2009.[133]
- 2011 Edward Said Memorial Lecture.
- Rickman Godlee Lecture, University College London, 2011.[134]
- The CSMN Annual Lecture on Mind in Nature, Universidade de Oslo, 2011.[135]
- 2013 Edward Said Memorial Lecture.[136]
- John Dewey Lectures, "What Kind of Creatures Are We?", Columbia University, 2013.[137]

## Obras

### Linguística
- Logical Structure of Linguistic Theory, 1955.
- Syntactic Structures, 1957.
- Aspects of the Theory of Syntax, 1965.
- Cartesian Linguistics, 1965.
- Sound Pattern of English, 1968.
- Current Issues in Linguistic Theory, 1970.
- Language and Mind, 1968.
- Studies on Semantics in Generative Grammar, 1972.
- Reflections on Language, 1975.
- Essays on Form and Interpretation, 1977.
- Rules and Representations, 1980.
- Lectures on Government and Binding: The Pisa Lectures, 1981.
- Language and the Study of Mind, 1982.
- Some Concepts and Consequences of the Theory of Government and Binding, 1982.
- Noam Chomsky on The Generative Enterprise, A discussion with Riny Hyybregts and Henk van Riemsdijk, 1982.
- Modular Approaches to the Study of the Mind, 1984.
- Knowledge of Language: Its Nature, Origin, and Use, 1986.
- Barriers, 1986.
- On Power and Ideology, The Managua Lectures, 1987.
- Language and Problems of Knowledge, 1987.
- Language in a Psychological Setting, 1987.
- Language and Politics, 2004.
- Generative Grammar: Its Basis, Development and Prospects, 1988.
- Language and Thought, 1993.
- The Minimalist Program, 1995.
- New Horizons in the Study of Language and Mind, 2000.
- The Architecture of Language, 2000.
- On Nature and Language, 2002.

### Outros
- O poder americano e os novos mandarins (Record, 2006).
- Problemas do conhecimento e da liberdade (Record, 2008).
- Razões de Estado (Record, 2008).
- Rumo a uma nova Guerra Fria (Record, 2007).
- Contendo a democracia (Record, 2003).
- O lucro ou as pessoas? (Bertrand Brasil, 2002).
- Uma nova geração define o limite (Record, 2003).
- 11 de setembro (Bertrand Brasil, 2003).
- Para Entender o Poder — O Melhor de Noam Chomsky (Bertrand Brasil, 2005).
- Piratas e imperadores: antigos e modernos (Bertrand Brasil, 2006).
- O Império Americano — Hegemonia ou Sobrevivência (Campus, 2004).
- Poder e terrorismo (Record, 2005).
- O governo no futuro (Record, 2007).
- Notas Sobre o Anarquismo (Hedra, 2011).
- Estados fracassados (Bertrand Brasil, 2009).
- Novos horizontes no estudo da linguagem e da mente (Unesp, 2005).[138]
- Sobre natureza e linguagem (Martins Fontes, 2006).
- Linguagem e mente (Unesp, 2009).[139]
- O Controle da Mídia (Graphia, 2002) .[140]
- Quem Governa o Mundo? (Editorial Presença, 2016).

## Filmografia
- Manufacturing Consent: Noam Chomsky and the Media (em português: Consenso Fabricado - Chomsky e a Midia). Direção: Mark Achbar e Peter Wintonick (1992)
- Rox #56 "Noam Chomsky" (1994)[141]
- Last Party 2000. Direção: Rebecca Chaiklin e Donovan Leitch (2001)
- Power and Terror: Noam Chomsky in Our Times. Direção: John Junkerman (2002)
- Distorted Morality – America's War On Terror?. Direção: John Junkerman (2003)
- Noam Chomsky: Rebel Without a Pause (TV). Direção: Will Pascoe (2003)
- The Corporation. Direção: Mark Achbar e Jennifer Abbott; roteiro: Joel Bakan (2003)
- Peace, Propaganda & the Promised Land. Direção: Sut Jhally e Bathsheba Ratzkoff (2004)
- On Power, Dissent and Racism: A discussion with Noam Chomsky. Jornalista: Nicolas Rossier; produção: Eli Choukri, Baraka Productions (2004)
- Chomsky foi entrevistado no documentário da BBC  The Power of Nightmares (2004)
- Lake of Fire. Direção: Tony Kaye (2006)
- American Feud: A History of Conservatives and Liberals. Direção: Richard Hall (2008)
- Chomsky & Cie. Direção:  Olivier Azam (2008)
- An Inconvenient Tax. Direção: Christopher P. Marshall (out in 2009)
- The Money Fix . Direção: Alan Rosenblith (2009)
- Pax Americana and the Weaponization of Space. Direção: Denis Delestrac (2010)
- Article 12: Waking up in a surveillance society. Direção: Juan Manuel Biaiñ (2010)
- Em  2012, Chomsky também aparece como deadpan em  MIT Gangnam Style, uma paródia do videoclipe Gangnam Style[142] que ficou conhecida  informalmente como "Chomsky Style";[143] o clipe foi descrito por The Huffington Post como "a melhor paródia do Gangnam Style já realizada" ("Best Gangnam Style Parody Yet" )[143] e foi visto mais de cinco milhões de vezes no YouTube.[144]
- Chomsky  foi entrevistado no documentário de Scott Noble,  The Power Principle (2012)
- Is the Man Who Is Tall Happy?. Direção: Michel Gondry (2013)
- We Are Many. Direção: Amir Amirani (2014)
- Chomsky foi entrevistado no documentário de Boris Malagurski The Weight of Chains 2 (2014)
- Requiem for the American Dream,[145] documentário de 2015  que apresenta as reflexões de Chomsky sobre as origens e o fim do sonho americano. Direção de Peter D. Hutchison, Kelly Nyks e Jared P. Scott.[146]